# ツアー・ウェーブ
株式会社ツアー・ウェーブ（TOUR WAVE CO.,LTD）は、宮城県仙台市青葉区に本社を置く旅行会社。

## 概要
旅行商品を造成し、代理店に卸売りすることを主たる業務としており、地方空港の国際定期便やチャーター便を活用した旅行商品に力を入れる。2024年6月より、仙台空港の「みちのく観光案内所」の運営を行う。

## 営業所

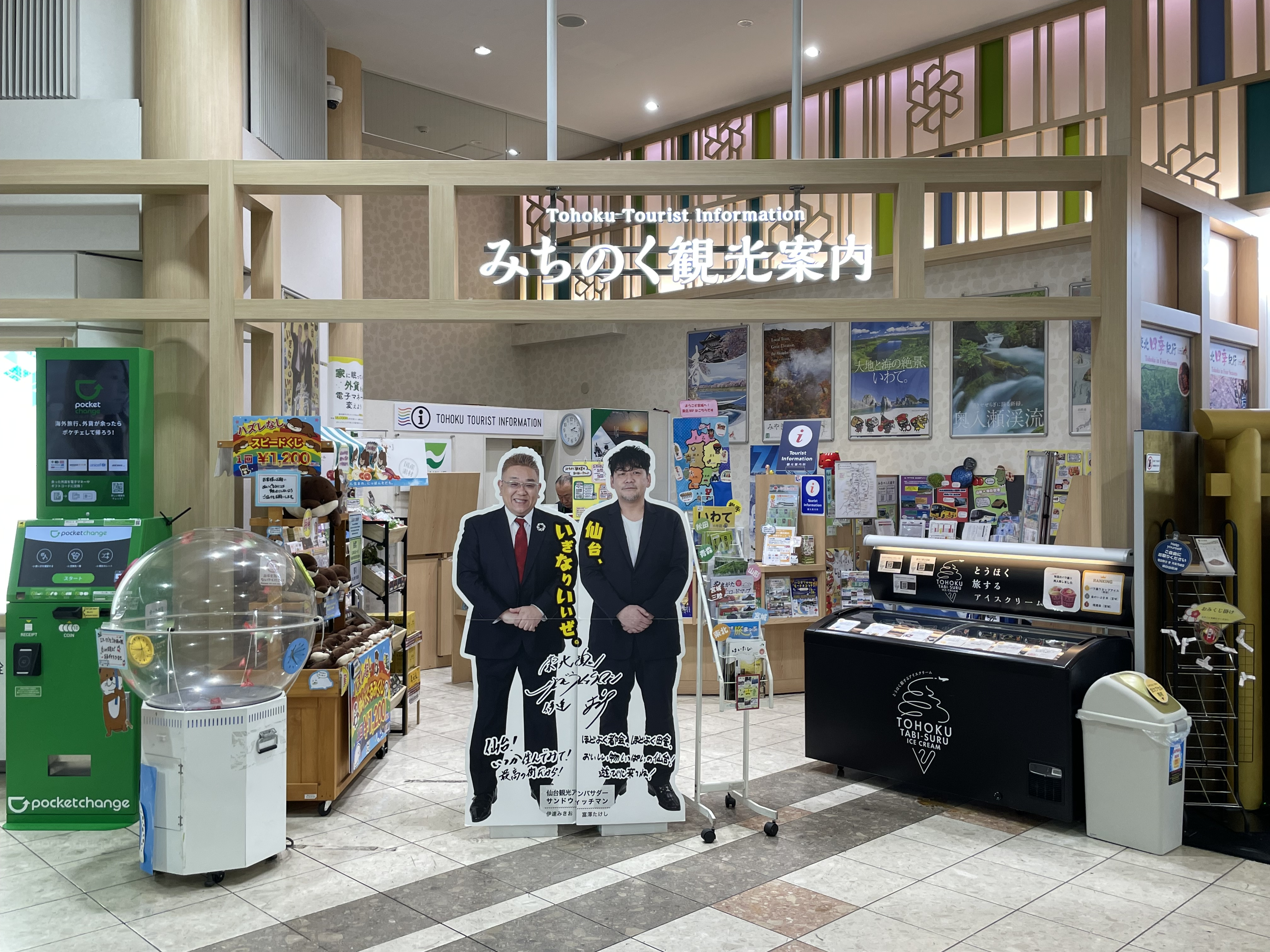
仙台空港 みちのく観光案内

- 仙台営業所（本社）
- 札幌営業所
- 青森営業所
- 新潟営業所
- 九州営業所（福岡市）
- 沖縄営業所（那覇市）